# Regionale Eenheid Amsterdam

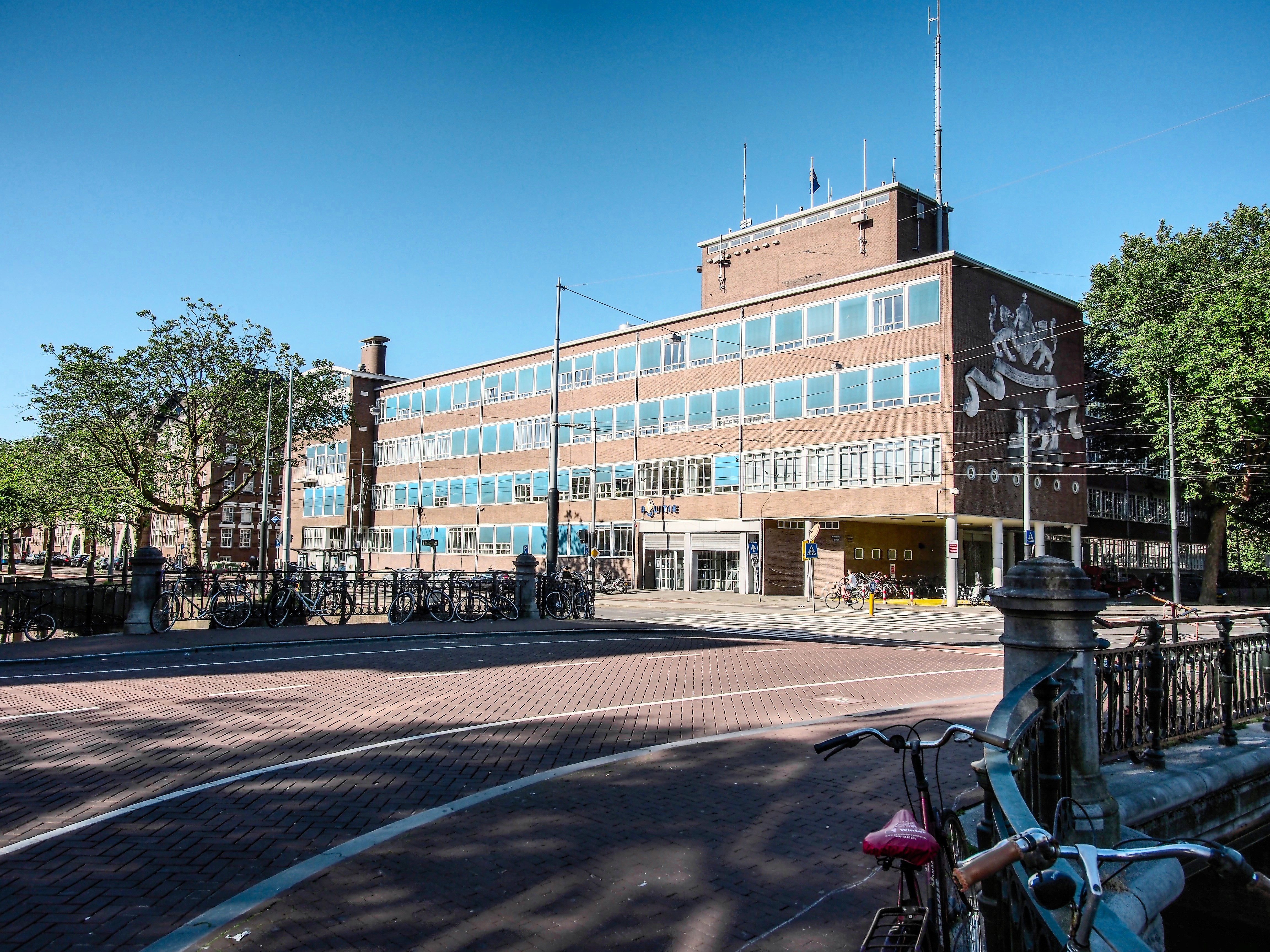
Hoofdbureau van politie Amsterdam

De Regionale Eenheid Amsterdam is een van de tien regionale eenheden van de Nationale Politie van Nederland. De Regionale Eenheid Amsterdam is in 2012 ontstaan als de opvolger van het voormalige regiokorps, de Politie Amsterdam-Amstelland.
De regionale eenheid Amsterdam bestaat uit de vier districten Amsterdam Centrum-Noord (A), Amsterdam Oost (B), Amsterdam Zuid (C) en Amsterdam West (D). De regionale eenheid kent in totaal 17 "robuuste basisteams".
Zowel de hoofdlocatie als de meldkamer van de Regionale Eenheid Amsterdam zijn gevestigd in Amsterdam.
District Amsterdam Centrum-Noord kent vier basisteams:
- A1 Centrum Burgwallen (Nieuwezijds Voorburgwal)
- A2 Centrum Amstel (IJ-tunnel)
- A3 Centrum Jordaan (Lijnbaansgracht)
- A4 (Amsterdam-Noord) Boven-IJ (Rode Kruisstraat)

District Amsterdam Oost kent vijf basisteams:
- B1 Oost Zeeburg (bureau aan de Atje Keulen-Deelstrastraat)
- B2 Oost Watergraafsmeer (Linnaeusstraat)
- B3 Diemen, Ouder-Amstel, Weesp (D.J. den Hartoglaan, D.)
- B4 (Zuidoost) Bijlmermeer (Flierbosdreef)
- B5 (Zuidoost) Gaasperdam (Remmerdenplein)

District Amsterdam Zuid kent vier basisteams:
- C1 Zuid de Pijp (Ferdinand Bolstraat)
- C2 Zuid Buitenveldert (Van Leijenberghlaan)
- C3 Amstelveen (Gerard Doulaan)
- C4 Aalsmeer – Uithoorn (Laan van Meerwijk, U.)

District Amsterdam West kent vier basisteams:
- D1 (West) Haarlemmerweg (Houtmankade)
- D2 (West) Overtoomse Sluis (Hoofdweg)
- D3 (Nieuw West Zuid) Osdorp (Meer en Vaart)
- D4 Nieuw West Noord (Postjesweg)

De basisteams B3, B5, C3 en C4 zijn actief in de gemeenten Diemen, Ouder-Amstel, Amstelveen, Aalsmeer en Uithoorn. Alle andere basisteams bestrijken een deel van de gemeente Amsterdam (een of meer teams per stadsdeel/stadsgebied).
Onder de dienst Infra van de regionale eenheid vallen:
- Team Water-Havens (met bureau aan het IJdok) dat over het Westelijk Havengebied en het water in de regio gaat, waaronder de Westeinder Plassen,
- Team Openbaar Vervoer.

Bestaande regionale politieeenheden:
Noord-Nederland ·
Oost-Nederland ·
Midden-Nederland ·
Noord-Holland ·
Amsterdam ·
Den Haag ·
Rotterdam ·
Zeeland - West-Brabant ·
Oost-Brabant ·
Limburg ·
Eenheid Landelijke Expertise en Operaties ·
Eenheid Landelijke Opsporing en Interventies

Voormalige eenheden:
Landelijke Eenheid
Voormalige regiokorpsen:
Politie Groningen ·
Politie Fryslân ·
Politie Drenthe ·
Politie IJsselland ·
Politie Twente ·
Politie Noord- en Oost-Gelderland ·
Politie Gelderland-Midden ·
Politie Gelderland-Zuid ·
Politie Utrecht ·
Politie Noord-Holland-Noord ·
Politie Zaanstreek-Waterland ·
Politie Kennemerland ·
Politie Amsterdam-Amstelland ·
Politie Gooi en Vechtstreek ·
Politie Haaglanden ·
Politie Hollands Midden ·
Politie Rotterdam-Rijnmond ·
Politie Zuid-Holland-Zuid ·
Politie Zeeland ·
Politie Midden- en West-Brabant ·
Politie Brabant-Noord ·
Politie Brabant-Zuidoost ·
Politie Limburg-Noord ·
Politie Limburg-Zuid ·
Politie Flevoland ·